# Спенсер, Чарльз, 3-й граф Сандерленд
Сэр Чарльз Спенсер (англ. Charles Spencer, 3rd Earl of Sunderland; 23 апреля 1675 — 19 апреля 1722) — британский аристократ и государственный деятель из рода Спенсер, лорд Спенсер (1688—1702), 3-й граф Сандерленд (1702—1722), лорд-лейтенант Ирландии (1714—1717), лорд-хранитель Малой печати (1715—1716), лорд-председатель Совета (1717—1719), и первый лорд казначейства (1718—1721).

## Биография
Второй сын Роберта Спенсера (1641—1702), 2-го графа Сандерленда (1643—1702), и Энн Дигби (1646—1715), дочери Джорджа Дигби, 2-го графа Бристоля. В сентябре 1688 года после смерти своего старшего брата Роберта Спенсера (1666—1688) в Париже Чарльз получил титул лорда Спенсера, став наследником своего отца.
Джон Ивлин называл Чарльза Спенсера «юношей чрезвычайных надежд». Он завершил своё образование в Утрехте, а в 1695 году вошёл в Палату общин как депутат от Тивертона.
В 1698 году в семье Чарльза Спенсера произошёл скандал. Его зять, Доног Маккарти (1668—1734), 4-й граф Кланкарти, за поддержку короля Якова II Стюарта был заключён в Тауэр, а затем бежал из заключения и примирился со своей бывшей женой Элизабет Спенсер, сестрой Чарльза Спенсера. Чарльз Спенсер, предупреждённый слугами, приказал арестовать своего беглого зятя Доноха Маккарти. Король Англии Вильгельм III Оранский разрешил Маккарти и его жене поселиться в Альтоне, под Гамбургом.
В сентябре 1702 года после смерти своего отца Чарльз Спенсер унаследовал титул графа Сандерленда и стал членом палаты лордов. Он был одним из уполномоченных по заключению унии между Англией и Шотландией. В 1705 году Чарльз Спенсер в качестве чрезвычайного посланника посетил Вену. Из-за своих республиканских идей не пользовался расположением королевы Анны Стюарт, выступая против пожалований её мужу, принцу Георгу Датскому, герцогу Камберлендскому. В декабре 1706 года при поддержке своего тестя Джона Черчилля, 1-го герцога Мальборо, Чарльз Спенсер был назначен государственным секретарём Южного департамента.
С 1708 по 1710 год Чарльз Спенсер был одним из пяти вигов, называемых Хунта вигов, которые доминировали в английском правительстве, у него было много врагов, королева также не любила его, а в июне 1710 года отправила его в отставку. Королева Анна предложила ему пенсию в размере 3 000 фунтов стерлингов в год, но он отказался, сказав: «Если он не мог иметь честь служить своей стране, он не будет грабить её». Когда герцог Мальборо стал протестовать против увольнения своего зятя, королева спросила его с сарказмом: «Мир в Европе должен зависеть от этого».
Граф Сандерленд продолжал принимать участие в общественной жизни и активно участвовал в сношениях с Ганноверским курфюршеством о шагах, которые необходимо предпринять в связи с приближающейся смертью королевы Анны. В 1706 году Чарльз Спенсер познакомился с ганноверским курфюрстом и будущим королём Великобритании Георгом I. В 1714 году после смерти королевы Анны Стюарт и вступления на английский трон Георга Ганноверского Чарльз Спенсер был назначен лордом-лейтенантом Ирландии. В августе 1715 года он был включён в состав правительства как лорд-хранитель Малой печати. После визита Георга в Ганновер граф Сандерленд в апреле 1717 года стал госсекретарем Северного отдела. В марте 1718 году Чарльз Спенсер был назначен первым лордом казначейства, продолжая занимать пост лорда-председателя Совета. Граф Сандерленд был заинтересовал в предлагаемом пэрам законопроекте, который должен был ограничить количество членов палаты лордов, но закон не был принят из-за оппозиции сэра Роберта Уолпола.
Крах Компании Южных морей привел к политическому краху Чарльза Спенсера. Его противник Роберт Уолпол настроил общественное мнение против него. В палате общин было проведено парламентское расследование, которое оправдало графа. В апреле 1721 года Чарльз Спенсер подал в отставку с занимаемой должности, но сохранял своё влияние на короля Георга I вплоть до самой своей смерти 19 апреля 1722 года.
Город Сандерленд, штат Массачусетс, был назван в его честь в ноябре 1718 года, как раз после того как он стал лордом-председателем Совета.

## Семья и дети
Чарльз Спенсер, 3-й граф Сандерленд, был трижды женат. 12 января 1695 года он первым браком женился на Арабелле Кавендиш (1673—1698), младшей дочери Генри Кавендиша, 2-го герцога Ньюкасла, и Фрэнсис Пьерпойнт (1630—1695). У них была одна дочь:
- Фрэнсис Спенсер (1696—1742), муж с 1717 года Генри Говард (1694—1758), 4-й граф Карлайл (1738—1758).

2 января 1700 года вторично женился на леди Энн Черчилль (1683—1716), дочери Джона Черчилля, 1-го герцога Мальборо, и Сары Дженнигс. У них было пятеро детей:
- Роберт Спенсер[англ.] (1701—1729), 4-й граф Сандерленд (1722—1729);
- Энн Спенсер (1702—1769), муж с 1720 года — Уильям Бейтман (1695—1744), 1-й виконт Бейтман (1725—1744);
- Чарльз Спенсер (1706—1758), 5-й граф Сандерленд (1729—1758);
- Джон Спенсер (1708—1746), отец Джона Спенсера, 1-го графа Спенсера;
- Диана Спенсер (1710—1735), жена с 1731 года Джона Рассела (1710—1771), 4-го герцога Бедфорда (1732—1771).

16 декабря 1717 года в третий раз женился на ирландке Джудит Тичборн (ок. 1702—1749), дочери сэра Беньямина Тичборна (младшего брата сэра Генри Тичборна, 1-го барона Феррарда) и Элизабет Гиббс. У них было трое детей, которые скончались при жизни лорда Сандерленда.
10 декабря 1724 года Джудит Тичборн (вдова Чарльза Спенсера) вторично вышла замуж за дипломата и политика Роберта Саттона (1671—1746), от брака с которым имела сына: Ричарда (1733—1802), 1-го баронета Саттона (с 1772 года).